# 源俊
源 俊（みなもと の すぐる）は、平安時代中期の貴族。嵯峨源氏、大納言・源定の孫で、右大弁・源唱の次男。官位は従四位上・近江守。

## 経歴
醍醐朝にて、左兵衛少尉・左衛門少尉などの武官や六位蔵人を務めた。
朱雀朝の承平8年（938年）右衛門権佐に任ぜられる。翌天慶2年（939年）武蔵介・源経基が平将門・興世王・武蔵武芝の謀叛を訴えたことに関連して、俊は事件の究明に当たるために武蔵国密告使長官となる。しかし、翌天慶3年（940年）正月に罪を得て官位を剥奪された。
天慶4年（941年）12月に恩赦により罪を赦され、天慶5年（942年）3月に右衛門権佐、同年閏3月に従五位上に叙任されて、以前の官位に復した。その後、権右少弁を兼ね、天慶9年（946年）村上天皇が即位すると五位蔵人にも補せられ、三事兼帯となった。
のち、山城守を経て、天暦5年（951年）右中弁に任ぜられると、天暦8年（954年）左中弁と村上朝中期は弁官を務める一方、春宮・憲平親王の春宮亮も兼ねている。その後、近江守として地方官に転じ、位階は従四位上に至る。

## 官歴
- 時期不詳：左兵衛少尉[1]
- 延喜17年（917年） 9月11日：非蔵人[1]
- 時期不詳：左衛門少尉[1]
- 延喜22年（922年） 2月17日：六位蔵人[1]
- 承平8年（938年） 3月：右衛門権佐[2]
- 天慶2年（939年） 6月7日：武蔵国密告使長官[3]
- 天慶3年（940年） 正月9日：追官位[4]
- 天慶4年（941年） 12月：恩赦[3]
- 天慶5年（942年） 3月29日：右衛門権佐[3]。閏3月20日：復本階（従五位上）[3]。4月2日：侍従[3]
- 天慶6年（943年） 12月17日：見兼権右少弁[4]
- 天慶8年（945年） 10月?：右少弁[5]
- 天慶9年（946年） 4月26日：五位蔵人（三事兼帯）[1]
- 時期不詳：従四位下。山城守
- 天暦5年（951年） 正月30日：右中弁、元山城守[6]
- 天暦7年（953年） 正月2日：見春宮亮（春宮・憲平親王）[7]
- 天暦8年（954年） 3月14日?：左中弁[8]
- 天徳元年（957年）4月22日：見貫主[9]
- 天徳2年（958年）11月27日：見近江守[10]
- 天徳3年（959年）正月：得替?[11]
- 時期不詳：従四位上[12]

## 系譜
- 父：源唱
- 母：橘善基の娘
- 生母不詳の子女
  - 男子：源把
  - 男子：源沃
  - 女子：源満仲室

娘は源満仲（多田満仲）の室となり、源頼光、頼平、源賢の生母となり多くの子孫を残した。